# Никола Бонев
Никола Бонев Иванов е български учен с широка международна известност и авторитет. Повече от 40 години той е начело на българската астрономия. Работи също така в областта на висшата геодезия и математическата география. Професор в Софийския университет „Климент Охридски“, академик, член на БАН.

## Биография

### Образование
Никола Бонев следва математика и физика в Софийския университет „Климент Охридски“, след което работи там като асистент в Катедрата по диференциално и интегрално смятане под ръководството на академик Кирил Попов. От 1922 г. до 1924 г. специализира в Сорбоната и като наблюдател в Парижката обсерватория, а през 1928 г. защитава докторска дисертация в Берлинския университет в областта на космогонията.

### Преподавателска и научна дейност
Завърнал се в родината Никола Бонев е избран в 1928 г. за редовен доцент в Катедрата по астрономия с геодезия, от 1932 г. е извънреден професор, а от 1937 – редовен професор, титуляр на катедрата. Член-кореспондент на БАН е от 1948 г., а академик става в 1977 г.
Написва първите университетски учебници по астрономия, теоретична астрономия и астрофизика, многократно преиздавани впоследствие. Неговата „Сферична астрономия“, издадена за първи път през 1940 г., и до днес остава пълен и добре систематизиран университетски учебник. Автор е на 86 научни публикации от областта на космогонията, сферичната астрономия, висшата геодезия и математическата география. Високо ценени от международната астрономическа общност са изследванията на проф. Никола Бонев за произхода на кратерите на Луната и Марс.
Никола Бонев е един от инициаторите за самостоятелен учебен предмет в средните училища и съавтор на първия учебник по астрономия за средните училища.

### Организатор и администратор
Проф. Никола Бонев е декан на Физико-математическия факултет от 1934 г. до 1935 г.
През 1952 г. проф. Бонев, паралелно с грижите му за Катедрата по астрономия, основава и Самостоятелна секция по астрономия при БАН, чийто директор е до 1973 г.
В 1957 г. проф. Бонев учредява и Българското астронавтическо дружество и организира наблюдението на изкуствените спътници. Член е на комисия при Международната академия по астронавтика в Париж, подпредседател е на Международната федерация по астронавтика в Париж от 1961 до 1963 г.
Той е и борец за справедливост в българската наука. Един пример е когато завръщайки се в 1963 г. от престой в Италия, проф. Никола Бонев с целия си авторитет се застъпва за Рашко Зайков и така помага този известен по света, но изстрадал от недолюбванията на „народната власт“ учен, най-после да стане професор.
Проф. Никола Бонев десетилетия наред ръководи Университетската астрономическата обсерватория в Борисовата градина в София и с много инициатива и усилия издейства създаването на Национална астрономическа обсерватория - Рожен в Родопите, която е най-голямата в Югоизточна Европа.

## Награди
- Орден „За гражданска заслуга“ (1934)
- Орден „Феникс“ (1934)
- Орден „Свети Александър“ ІV степен (1939)
- Орден „Кирил и Методи“ ІІ степен (1957)
- Орден „Червено знаме на труда“ (1958)
- Орден „Кирил и Методи“ І степен (1963)
- Орден „Народна Република България“ ІІІ степен (1968)

## Трудове
- Н. Бонев, Спомени и бележки за преживелици, Бюлетин на Дружеството на физиците в България, 1989, № 3, 17 – 18.
- Н. Бонев, Астрономическата обсерватория при Софийския държавен университет, Астрономически календар на обсерваторията в София за 1973 година. С., 1972, 87 – 90
- Н. Бонев, Секция по астрономия, Физико-математическо списание, 12, 4 (1969) 282 – 284
- Н. Бонев, Предговор, Астрономически календар на обсерваторията в София за 1967 г., София, (1966) 3 – 4
- Н. Бонев, Сферична астрономия, Университетска печатница, София (1940) 532 стр. (Университетска библиотека 223)
- Н. Бонев, Каузалният принцип и проблемът на Bertrand, Годишник на Софийския университет, Физико-математически факултет, 29, 1 (1933) 39 – 40
- Н. Бонев, Върху тъй наречения Punktum Aequantis и вероятния произход на Троянските планети, Годишник на Софийския университет, Физико-математически факултет, 28, 1 (1932) 101 – 124
- Н. Бонев, Една нова метода за приблизително определяне на времето (Zeitbestimmung), Годишник на Софийския университет, Физико-математически факултет, 27, 1 (1931) 343 – 354
- Н. Бонев, Върху механическия индетерминизъм на г-н Boussinesq, Годишник на Софийския университет, Физико-математически факултет, 26, 1 (1930) 17 – 34
- Н. Бонев, Няколко бележки върху Gylden'овата теория на Gegenschein'а, Годишник на Софийския университет, Физико-математически факултет, 26, 1 (1930) 35 – 40